# Helly Luv

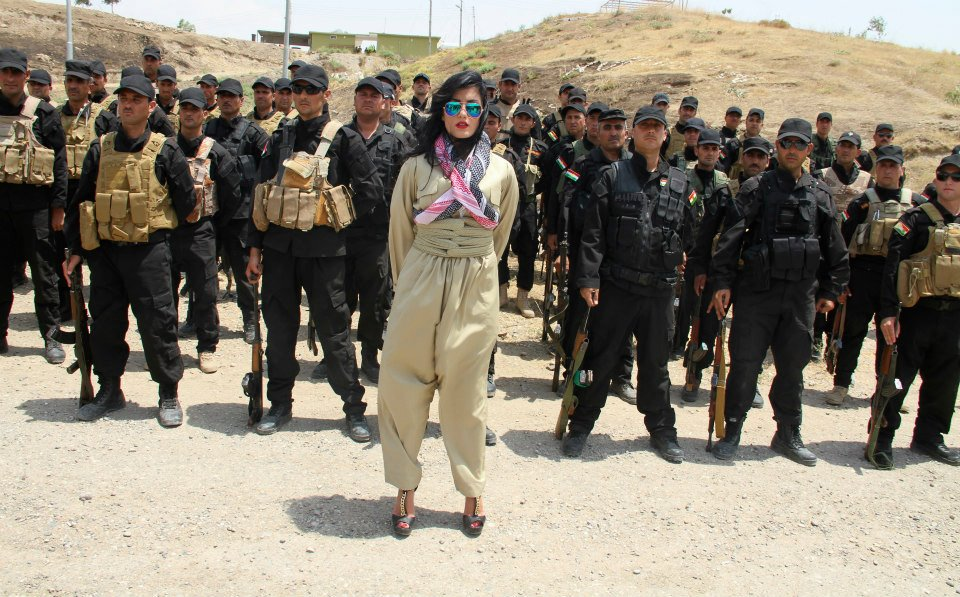
Na návštěvě u jednotky pešmergů, 2014

Helan Abdulla, známá pod pseudonymem Helly Luv (* 16. listopadu 1988 Orumíje, Írán) je kurdská zpěvačka. Svou politicky angažovanou hudbou chce vybízet jednak k uvědomění, že boj proti Islámskému státu je záležitostí celého světa, jednak vyjádřit svou podporu nezávislému Kurdistánu.

## Život
Helly Luv se narodila v Íránu. Po své matce a dědečkovi má blízko ke kurdským pešmergům.
Rodina nejprve emigrovala do Turecka, poté do Finska, kde Helly Luv vyrostla. V roce 2006 se přestěhovala do Los Angeles ve Spojených státech, kde se jí podařilo rozjet hudební kariéru.
V roce 2013 nazpívala píseň Ris Kit All, v níž vyjádřila svou podporu nezávislosti Kurdistánu. O dva roky později vydala klip Revolution, věnovaný obětem násilí a terorismu. Vybízí v něm k boji proti Islámskému státu. Kvůli svým postojům už dostala několik výhrůžek smrtí, v roce 2014 se tři měsíce skrývala v iráckém Arbílu.